# Скерцо
Скерцо (на италиански: Scherzo – „шега“) е понятие в музикалното изкуство.
То се отнася за:
- изпълнение на дадено музикално произведение в бързо темпо и с шеговит характер;
- инструментална пиеса в размер 3/4, в бързо темпо, с остро подчертана ритмика, ярки контрастни съпоставяния, които най-често са в сложна триделна форма (А В А).

През XVII век скерцото е светска вокална или инструментална пиеса с шеговит характер. Италианският композитор Клаудио Монтеверди пише Scherzi musicali.
Класическият тип на скерцото се установява, когато Бетовен го въвежда в сонатно-симфоничния цикъл, във вторите части на нечетните си симфонии. През епохата на Романтизма много композитори пишат скерцо не само като части на циклични произведения, но и като самостоятелни такива. Сред най-известните са Четири скерции на Шопен за пиано. Скерцо като самостоятелно произведение за симфоничен оркестър, в българската класическа музика е писал Петко Стайнов.